# Сент-Мартін (Міннесота)
Сент-Мартін (англ. St. Martin) — місто (англ. city) в США, в окрузі Стернс штату Міннесота. Населення — 312 особи (2020).

## Географія
Сент-Мартін розташований за координатами 45°30′10″ пн. ш. 94°40′3″ зх. д. / 45.50278° пн. ш. 94.66750° зх. д. (45.502786, -94.667418).  За даними Бюро перепису населення США в 2010 році місто мало площу 2,23 км², уся площа — суходіл.

## Демографія
Згідно з переписом 2010 року, у місті мешкало 308 осіб у 119 домогосподарствах у складі 81 родини. Густота населення становила 138 осіб/км².  Було 126 помешкань (57/км²).
Расовий склад населення:
| - 98,1 % — білих - 1,9 % — осіб інших рас |

До двох чи більше рас належало 0,0 %. Частка іспаномовних становила 3,2 % від усіх жителів.
За віковим діапазоном населення розподілялося таким чином: 26,3 % — особи молодші 18 років, 59,7 % — особи у віці 18—64 років, 14,0 % — особи у віці 65 років та старші. Медіана віку мешканця становила 31,4 року. На 100 осіб жіночої статі у місті припадало 104,0 чоловіків;  на 100 жінок у віці від 18 років та старших — 102,7 чоловіків також старших 18 років.
Середній дохід на одне домашнє господарство  становив 63 500 доларів США (медіана — 63 021), а середній дохід на одну сім'ю — 66 640 доларів (медіана — 63 929). Медіана доходів становила 45 455 доларів для чоловіків та 31 563 долари для жінок. За межею бідності перебувало 10,7 % осіб, у тому числі 17,5 % дітей у віці до 18 років та 11,9 % осіб у віці 65 років та старших.
Цивільне працевлаштоване населення становило 206 осіб. Основні галузі зайнятості: виробництво — 29,1 %, освіта, охорона здоров'я та соціальна допомога — 11,7 %, роздрібна торгівля — 9,7 %, будівництво — 9,7 %.